# Cagdianao
Cagdianao è una municipalità di terza classe delle Filippine, situata nella provincia di Isole Dinagat, nella Regione di Caraga.
Cagdianao è formata da 14 barangay:
- Boa
- Cabunga-an
- Del Pilar
- Laguna
- Legaspi
- Ma-atas
- Mabini (Borja)
- Nueva Estrella
- Poblacion
- R. Ecleo Sr.
- San Jose
- Santa Rita
- Tigbao
- Valencia